# Arninge Kirke
Arninge Kirke er en kirke i Arninge Sogn på Lolland. Den er opført omkring 1200 i teglsten, og regnes for en af de ældste kirker på egnen. Den har oprindeligt været herredskirke i det tidligere Arninge Herred.
Kirken har intet tårn, men en klokkestabel fra middelalderen, der er placeret på kirkegården. Denne klokkestabel har dannet baggrund for en lignende klokkestabel, der er blevet opført på det arkæologiske frilandsmuseum Middelaldercentret ved Sundby på Vestlolland.
Altertavlen er udført i bruskbarokstil af Henrik Werner i 1644. Kirken var oprindeligt indviet til Jomfru Maria.